# Špik
Špik (2472 m) je gora v Julijskih Alpah in je del martuljške skupine.

## Vzponi na vrh
- 4h - 5h: Iz Koče v Krnici čez Lipnico (2418 m)
- 4h 45min: čez Kačji graben
- 5h: Od 3. serpentine vršiške ceste čez Grunt

## Bližnje planinske postojanke
- Koča v Krnici (1118 m)

## Izhodišča
- dolina Krnica

## Zgodovina
Maja 1952 je v severni steni Špika prišlo do gorniške nesreče, v kateri je umrlo pet alpinistov iz Slovenske Bistrice, starih od 21 do 25 let.<ref>»Velika gorska tragedija v Martuljkovi skupini«. Enakopravnost. Slovenska izseljenska matica. 5. junij 1952.